# Nico & Vinz
Nico & Vinz é uma dupla de música eletrônica de cantores e compositores noruegueses, formada por Kahouly Nicolay "Nico" Sereba, e por Vincent "Vinz" Dery na cidade de Oslo. Uniram-se em 2009 e eram creditados como "Envy" até 2013; porém, com o sucesso internacional da música "Am I Wrong", mudaram o nome para Nico & Vinz em janeiro de 2014.

## Início
Nico Sereba, de origem norueguesa e da Costa do Marfim, e Vincent Dery, de origem norueguesa e ganesa, criaram sua música numa fusão de gêneros tão diversos como o pop, o reggae e o soul. A dupla se lançou como Envy com sua estreia no Emergenza Festival em 2011. Ganharam o primeiro lugar no Taubertal Open Air Festival como artistas novatos. Seguindo esse sucesso, lançaram a mixtape Dreamworks: Why Not Me, também sob o nome Envy. Esse material também foi disponibilizado online pelo WiMP.
Em junho de 2011 lançaram o single de estreia "One Song", que ficou em 19º lugar no Norwegian Singles Chart.

### 2011: The Magic Soup and the Bittersweet Faces
Envy lançou seu primeiro álbum de estúdio "The Magic Soup and the Bittersweet Faces" em 27 de abril de 2012, e alcançou a posição 37 no Norwegian Albums Chart. O Single "One Song" foi o single principal do álbum, chegando ao 19º lugar do Norwegian Singles Chart, e foi seguido pelo single "Go Loud", lançado no mesmo álbum.

## Sucesso de "Am I Wrong"
Em abril de 2013, lançaram o single "Am I Wrong" ainda com o nome Envy. Em Janeiro de 2014 mudaram o nome de Envy para Nico & Vinz, uma abreviação de seus nomes Kahouly Nicolay Sereba (Nico) e Vincent Dery (Vinz), juntamente com sua assinatura com a Warner Bros. Records nos Estados Unidos para evitar confusão com outros artistas que poderiam ter nomes similares. Com o sucesso internacional do single, mudaram os créditos dele para o novo nome da dupla. "Am I Wrong" chegou ao número 2 do Norwegian Singles Chart, número 2 no Danish Singles Chart e número 2 no Swedish Singles Chart. Também chegou ao 1º lugar do American Top 40 Charts. Foi seguido pelo lançamento de "In Your Arms", que também teve boas colocações na Noruega, Dinamarca e Suécia.
O vídeo de "Am I Wrong" foi dirigido e editado por Kavar Singh. Foi gravado em Botswana e nas Cataratas Vitória, entre a Zâmbia e o Zimbábue, numa tentativa de mostrar os pontos fortes da África, quando o continente está frequentemente associado a uma imagem negativa na mídia. O clipe foi lançado pelo YouTube em 20 de junho de 2013 e ganhou atenção com mais de 130 milhões de visualizações. A dupla participou de vários programas de televisão na Noruega e tinham em mente mirar cada vez mais alto e tentar atingir a audiência estadunidense. Em 2013 eles tocaram na entrega do Prêmio Nobel da Paz, em Olso, Noruega.
No começo de 2014, Nico & Vinz, já com o novo nome, receberam o prêmio European Border Breakers Award (EBBA) no Eurosonic Festival, tocaram nos Spellemann Awards, fizeram um tour pela Escandinávia e lançaram o single "In Your Arms" no mundo todo. Quando o single teve sua estreia nas rádios dos Estados Unidos em abril de 2014, teve muito sucesso, sendo adicionada em várias listas Top 40 e foi uma das músicas mais procuradas pelo serviço de reconhecimento de músicas Shazam. "Am I Wrong" atingiu o Top 100 Worldwide do Shazam e chegou ao 4º lugar do Billboard Hot 100.
No Brasil, a canção foi incluída na trilha sonora da telenovela Império, da TV Globo.

### 2014: Black Star Elephant
Em setembro de 2014, lançaram o álbum "Black Star Elephant", seguido pelo single "When the Day Comes" em outubro do mesmo ano. Nico & Vinz apareceram em uma das faixas do álbum "Listen" de David Guetta, junto com o grupo "Ladysmith Black Mambazo", da África do Sul.

## Discografia
- Black Star Elephant - 2014